# Kinderstraßenbahn Rumpelstilzchen

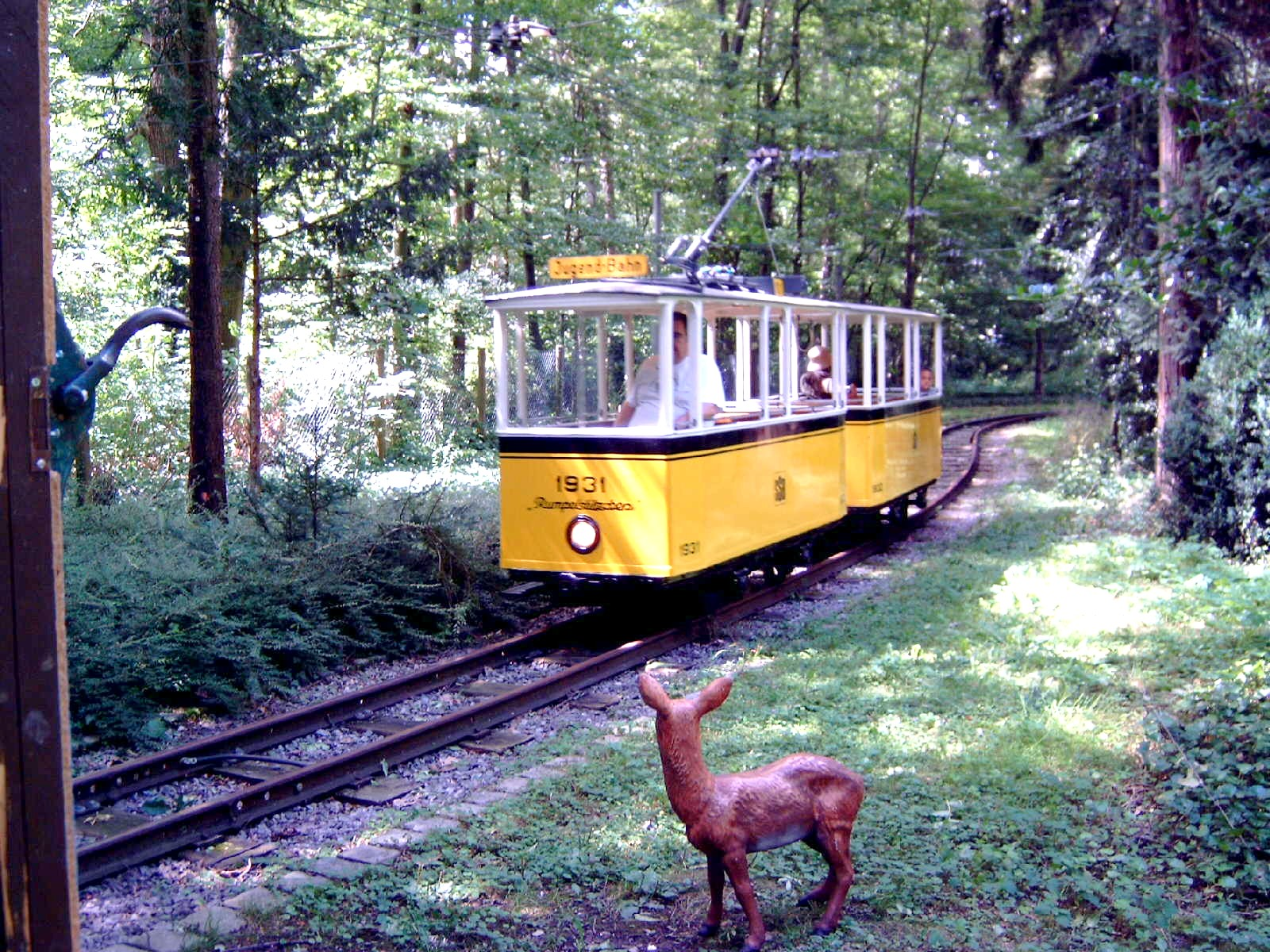
Der Zug auf dem Rundkurs

Die Kinderstraßenbahn Rumpelstilzchen ist eine kleine nichtöffentliche Parkeisenbahnanlage auf dem Areal des Waldheims der Stuttgarter Straßenbahnen (SSB) in Stuttgart-Degerloch.

## Strecke und Einsatz
Die Strecke des „Rumpelstilzchens“ besteht aus einem einfachen Rundkurs. Bei der Fahrt wird jedes Mal das Depot, welches sich auf der Strecke befindet, durchquert. Die Streckenlänge beträgt 212,76 Meter. An der Strecke liegt eine Haltestelle mit einem kleinen Bahnsteig mit Bänken, gesichert durch Metallzäune. Am Haltestellenschild hängt ein Infoblatt mit technischen Daten zur Bahn aus. Das „Rumpelstilzchen“ macht im Unterschied zur Kleinbahn Killesberg keine Fahrten für Besucher, sondern ausschließlich für die Kinder der SSB-Betriebsangehörigen, bspw. bei Maifeiern und Kinderfesten. Zuletzt fuhr sie außerdem jeweils an den ersten vier Sonntagen in den Sommerferien.

## Fahrzeug
Der Triebwagen der Kinderstraßenbahn (nach Bauer Typ 23.1) wurde 1931, der Beiwagen (nach Bauer Typ 73.2) 1932 erbaut (daher auch die Wagennummern). Sie verkehren auf Feldbahnspurweite von 600 mm und sollen einen für die dreißiger Jahre typischen Stuttgarter Straßenbahnzug im Maßstab 1:2 darstellen. Betrieben wird die Bahn durch den Betriebsrat der SSB, der auch die Fahrer stellt, die Instandhaltung von Anlage und Fahrzeugen wird z. T. von Auszubildenden der SSB-Hauptwerkstatt übernommen. Der Triebwagen trägt anstelle einer Zielanzeige die Aufschrift „Jugend-Bahn“ an Front und Heck sowie seitlich die Liniennummer 101 als Tafeln. Vorne aufgebracht sind jeweils die Wagennummern sowie am Triebwagen die Aufschrift „Rumpelstilzchen“.
Das Fahrzeug fährt wie die echte Straßenbahn elektrisch, allerdings erfolgt der Antrieb mit Drehstrom von 45 Volt, der über eine zweipolige Oberleitung (zwei Fahrdrähte) zugeführt wird. Die dritte Phase gelangt über das Gleis und die Achsen zum Motor. Betrieben wird das Fahrzeug durch Schleifringläufer über Kettenantrieb auf beide Achsen des Triebwagens. Ein stärkerer Motor dürfte nicht eingebaut werden, da sonst die Betriebserlaubnis erlischt. Bei längerem Betrieb müssen teilweise Pausen eingelegt, werden, um eine Überhitzung des Motors zu verhindern. Trieb- und Beiwagen wurden im Frühjahr 1996 umfassend in der SSB-Hauptwerkstatt in Möhringen aufgearbeitet.

## Geschichte
Die Kinderstraßenbahn verkehrte ursprünglich auf dem früheren Gelände des Waldheim-Vereins (heute Sozialwerk) der SSB, das sich im „Akazienwäldchen“ des heutigen Höhenparks Killesberg (etwa zwischen Parkbahnhof und Perkins Park) befand, in gewisser Weise als Vorläufer der heutigen Killesbergbahn. Sie hatte dort eine deutlich längere Fahrstrecke als heute, die sogar über eine kleine Brücke führte. Da die Stadt Stuttgart das vormalige Steinbruchareal am Killesberg für die Reichsgartenschau 1939 benötigte, musste das Gelände zum 31. Dezember 1937 geräumt und die Bahnanlage demontiert werden; der Verein löste sich 1938 auf.
Das Waldheim fand im Bereich der Degerlocher Spielplätze eine neue Bleibe, durch den Zweiten Weltkrieg war allerdings an eine Wiederinbetriebnahme der Bahn nicht zu denken. Nach Kriegsende und Freigabe des durch die Alliierten beschlagnahmten Waldheims wurde 1947 das „Sozialwerk der Stuttgarter Straßenbahnen e. V.“ neu gegründet und 1950 konnte auch die Kinderstraßenbahn auf der heutigen Trassierung wiedereröffnet werden. Kurz darauf erhielt sie den Namen „Rumpelstilzchen“.

## Ähnliche Anlagen
Ähnliche Anlagen existieren bei der Kinderstraßenbahn Frankfurt am Main mit einer Spurweite von 410 mm sowie in der Jugendverkehrsschule Mannheim mit einer Spurweite von 600 mm.